# Municipio de Reyno
El municipio de Reyno (en inglés: Reyno Township) es un municipio ubicado en el condado de Randolph en el estado estadounidense de Arkansas. En el año 2010 tenía una población de 530 habitantes y una densidad poblacional de 9,23 personas por km².

## Geografía
El municipio de Reyno se encuentra ubicado en las coordenadas 36°21′16″N 90°46′25″O / 36.35444, -90.77361. Según la Oficina del Censo de los Estados Unidos, el municipio tiene una superficie total de 57.43 km², de la cual 56,19 km² corresponden a tierra firme y (2,16 %) 1,24 km² es agua.

## Demografía
Según el censo de 2010, había 530 personas residiendo en el municipio de Reyno. La densidad de población era de 9,23 hab./km². De los 530 habitantes, el municipio de Reyno estaba compuesto por el 95,85 % blancos, el 0,38 % eran afroamericanos, el 1,13 % eran amerindios, el 0,57 % eran de otras razas y el 2,08 % eran de una mezcla de razas. Del total de la población el 0,75 % eran hispanos o latinos de cualquier raza.